# ハリー・マクナルティ
ハリー・マクナルティ（Harry McNulty、1993年3月5日 - ）は、メジャーリーグラグビー、LAギルティニスに所属するラグビー選手。

## プロフィール
- バーレーン出身[1]。
- ポジションはウィング(WTB)、センター(CTB)。
- 身長 188cm、体重 95kg
- 7人制アイルランド代表に選ばれたことがある[2]。

## 略歴
2020年、LAギルティニスに加入。 
2021年、東京五輪の7人制アイルランド代表に選ばれた。
2024年、パリ五輪の7人制アイルランド代表に選ばれて主将を務めた。